# سینراپتور
سینراپتور (به انگلیسی: sinraptor) یک دایناسور متعلق به دوران ژوراسیک بود. ژیان ژاو (xian zhao) چینی و فیلیپ کوری (philip j. currie) کانادایی فسیل این جاندار را برای اولین بار در شمال چین در سال ۱۹۸۷ پیدا کردند.ارتفاع این دایناسور۳ متر و طولش ۷٫۶ متر بوده‌است.

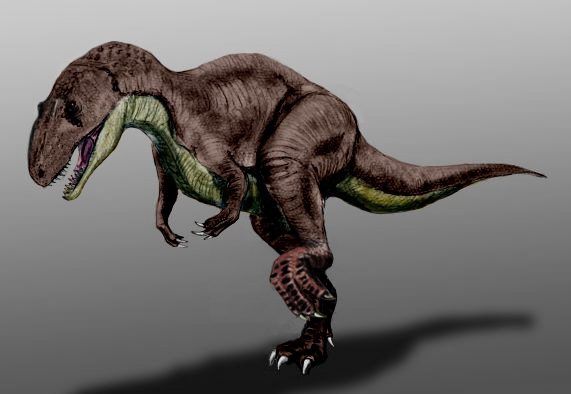
سینراپتور